# Kaoru Mitoma
Kaoru Mitoma (Japans: 三笘 薫) (Oita, 20 mei 1997) is een Japans voetballer die doorgaans als aanvaller speelt. Hij verruilde Kawasaki Frontale in augustus 2021 voor Brighton & Hove Albion. Mitoma debuteerde in 2021 in het Japans voetbalelftal.

## Clubcarrière

### Kawasaki Frontale
Mitoma werd op achttienjarige leeftijd overgeheveld naar het eerste team van Kawasaki Frontale. De Japanner gaf echter aan dat hij eerst nog wilde rijpen bij de universiteitsploeg van Tsukuba. Hij had hierbij de situatie van jeugdvriend Koji Miyoshi, die bij Kawasaki Frontale moeilijk aan spelen toekwam, in het achterhoofd.
Mitoma ondertekende in 2018 een profcontract bij Kawasaki Frontale, dat evenwel pas vanaf 2020 zou ingaan. In zijn debuutseizoen was hij meteen goed voor dertien competitiegoals bij Kawasaki Frontale. Mitoma vulde dat aan met vijf bekergoals: in de J.League Cup scoorde hij driemaal, en in de Beker van de keizer was hij goed voor twee goals. Een van die twee goals maakte hij in de finale tegen Gamba Osaka op Nieuwjaarsdag 2021, die Kawasaki Frontale met 1–0 won. Ook in het seizoen 2021, dat hij weliswaar niet volledig kon afmaken door zijn transfer naar Brighton & Hove Albion, maakte hij acht competitiegoals. In dat seizoen 2021 scoorde hij in totaal twaalf keer voor Kawasaki Frontale, want ook in de Japanse Supercup (twee goals in een 3–2-overwinning opGamba Osaka) en in de AFC Champions League (twee goals in een 8–0-zege op United City FC) was hij trefzeker.

### Brighton & Hove Albion
Mitoma tekende in augustus 2021 een vierjarig contract bij Brighton & Hove Albion. Dat verhuurde hem meteen aan zusterclub Union Sint-Gillis. In het verleden had Brighton al een gelijkaardige constructie opgezet voor Percy Tau. Ook Celtic had interesse getoond in hem. Mitoma maakte op 12 september 2021 zijn officiële debuut voor Union: op de zevende competitiespeeldag liet trainer Felice Mazzù hem tegen KRC Genk in de 80e minuut invallen voor Damien Marcq. Zijn eerste basisplaats kreeg hij op 21 september 2021, in een bekerwedstrijd tegen FC Lebbeke die Union met 7–0 won. Mitoma opende op het kwartier de score. Mitoma maakte op 16 oktober 2021 ook zijn eerste doelpunt in de Eerste klasse: tegen RFC Seraing viel hij tijdens de rust in voor Bart Nieuwkoop bij een 0-2-achterstand. Hij leidde zijn team daarna met een hattrick naar een 4–2-zege. Er brak prompt een Mitomania uit in België. Een week later kreeg hij tegen KAS Eupen zijn eerste basisplaats in de Eerste klasse. In deze 2-3-zege dwong Mitoma een strafschop af die het openingsdoelpunt van de wedstrijd opleverde. Mitoma was op 18 december 2021 opnieuw betrokken bij een opvallende ommekeer: op de twintigste competitiespeeldag stond Union bij de rust 0–2 achter tegen Cercle Brugge, maar wederom zetten de Brusselaars de situatie recht. Ditmaal zorgde Mitoma voor de aansluitingstreffer. Het was zijn vijfde competitiegoal in België, want op de zestiende competitiespeeldag had hij ook al gescoord in de 1–3-nederlaag tegen Oud-Heverlee Leuven.
Na zijn jaar in de Belgische competitie meldde Mitoma zich in juli 2022 bij de selectie van Brighton & Hove Albion. Hier begon hij seizoen 2022/23 als reservespeler, waarna hij zich na de jaarwisseling het basisteam in knokte. Mitoma maakte op 5 november 2022 zijn eerste goal in de Premier League. Hij zorgde toen voor de 2–2 in een daarna nog met 2–3 gewonnen wedstrijd uit bij Wolverhampton Wanderers. Mitoma scoorde later dat seizoen ook onder meer tijdens overwinningen op Everton en West Ham United en maakte het enige doelpunt van de wedstrijd thuis tegen Bournemouth. Zijn ploeggenoten en hij kwalificeerden zich in seizoen 2022/23 voor het eerst in de clubgeschiedenis voor Europees voetbal. Door een zesde plaats in de Premier League plaatsten ze zich rechtstreeks voor de Europa League. Zo maakte hij op 21 september 2023 zijn debuut in een Europees toernooi, thuis tegen AEK Athene.

## Interlandcarrière
Mitoma nam in 2021 met het Japans olympisch voetbalelftal deel aan de Olympische Zomerspelen 2020 in Tokio. In de tweede groepswedstrijd tegen Mexico (2–1-winst) viel hij in de 80e minuut in voor Ritsu Doan. In de kwartfinale tegen Nieuw-Zeeland, die Japan na strafschoppen won, viel hij in de 90e minuut in, waardoor hij een halfuur mocht meespelen. In de troostfinale tegen Mexico (3–1-verlies) was hij opnieuw invaller, maar maakte hij wel het enige Japanse doelpunt.
Bondscoach Hajime Moriyasu riep Mitoma in november 2021 voor het eerst op voor het Japans voetbalelftal, voor WK-kwalificatiewedstrijden tegen Vietnam en Oman. Op 16 november 2021 maakte hij zijn interlanddebuut voor Japan: tegen Oman (0–1-winst) viel hij na de rust in voor Gaku Shibasaki. Mitoma bood Junya Ito die wedstrijd de assist voor de 0–1. Mitoma speelde zijn tweede interland op 24 maart 2022, tegen Australië. Hij was toen goed voor beide goals in de 0–2-zege die dag. Hij was nochtans pas in de 84e minuut ingevallen. Door deze zege was Japan zeker van deelname aan het WK 2022. Mitoma viel tijdens het wereldkampioenschap in alle vier de wedstrijden die Japan speelde in.
| Interlands van Kaoru Mitoma      | Interlands van Kaoru Mitoma      | Interlands van Kaoru Mitoma      | Interlands van Kaoru Mitoma      | Interlands van Kaoru Mitoma      | Interlands van Kaoru Mitoma      | Interlands van Kaoru Mitoma      |
| No.                              | Datum                            | Wedstrijd                        | Uitslag                          | Soort Wedstrijd                  | Doelpunten                       |                                  |
| Als speler bij Union Sint-Gillis | Als speler bij Union Sint-Gillis | Als speler bij Union Sint-Gillis | Als speler bij Union Sint-Gillis | Als speler bij Union Sint-Gillis | Als speler bij Union Sint-Gillis | Als speler bij Union Sint-Gillis |
| -------------------------------- | -------------------------------- | -------------------------------- | -------------------------------- | -------------------------------- | -------------------------------- | -------------------------------- |
| 1.                               | 16 november 2021                 | Oman – Japan                     | 0 – 1                            | Kwalificatie WK 2022             | -                                |                                  |
| 2.                               | 24 maart 2022                    | Australië – Japan                | 0 – 2                            | Kwalificatie WK 2022             | 89' 90+4                         |                                  |
| Totaal                           | Totaal                           | Totaal                           | Totaal                           | Totaal                           | 2                                |                                  |

Bijgewerkt tot 29 maart 2022

## Speelstijl
- Een van Mitoma's grootste troeven is zijn snelheid met de bal aan de voet.[19][20] De Japanner schuwt echter niet om geregeld terug te plooien om zijn defensieve taken uit te voeren.[20]

## Erelijst
| Kampioen J1 League  | 1x | 2020 |
| Beker van de keizer | 1x | 2020 |
| Japanse Supercup    | 1x | 2021 |